# Fachzeitschrift
Eine Fachzeitschrift ist eine meist regelmäßig erscheinende Zeitschrift, die sich überwiegend mit einem klar eingegrenzten Fachgebiet befasst und sich an berufsmäßig interessierte Leser oder an ein Fachpublikum wendet.
Die Zielgruppe unterscheidet sich durch ihre professionelle und fachliche Orientierung von derjenigen einer sogenannten Special-Interest-Zeitschrift. Sie ist homogen konzipiert. Letztere hat ebenfalls fachlich geprägte Spezialthemen, zählt jedoch durch die private Motivation und das private Interesse an dem jeweiligen Thema zu den Publikumszeitschriften. Fachzeitschriften dienen der beruflichen und fachlichen Information und Weiterbildung. Sie vermitteln Fachwissen. Eine große Untergruppe der Fachzeitschriften sind die wissenschaftlichen Fachzeitschriften.
Die ersten Fachzeitschriften wurden im frühen 18. Jahrhundert veröffentlicht. In der zweiten Hälfte des 19. Jahrhunderts nahm die Zahl der Titel schnell zu.

## Fachzeitschriften allgemein
Eine Fachzeitschrift erscheint periodisch gedruckt und informiert im Unterschied zu einer Monografie zeitnah, nicht allumfassend und aktuell. Fachzeitschriften und ihre Verlage sind in der zuständigen Abteilung Fachpresse des Börsenvereins des Deutschen Buchhandels organisiert.
2005 waren in Deutschland laut dem Verband Deutscher Zeitschriftenverleger 3637 Titel erhältlich, mit einer Gesamtauflage von 15,1 Millionen Exemplaren, das heißt, es gibt eine breit gefächerte und hohe Titelzahl mit jeweils kleiner Auflage. Zu 90 % werden Fachzeitschriften per Abonnement vertrieben.  Wegen Abgrenzungsproblemen zu Berufs- und Verbandszeitschriften und da viele Fachzeitschriften keine Werbeträger sind und somit beispielsweise nicht bei der Informationsgemeinschaft zur Feststellung der Verbreitung von Werbeträgern (IVW) gemeldet sind, ist die genaue Zahl der Fachzeitschriften nicht bekannt, die gesamte Titelzahl wird allerdings auf 6000 Titel geschätzt. Die höchsten Titelzahlen werden für folgende Branchen und Berufsgruppen herausgegeben: Medizin, Wissenschaft, Naturwissenschaften, Dienstleistungsgewerbe, Handel, Industrie, Wirtschaft und Handwerk.
Fachverlage und Redaktionen von Fachzeitschriften sind häufig recht klein und haben nur wenige Mitarbeiter.
Fachzeitschriften lassen sich nach unterschiedlichen Kriterien gliedern, unter anderem:
- in wissenschaftliche und nicht-wissenschaftliche Titel,
- nach ihrer Orientierung auf bestimmte Wirtschaftszweige (z. B. Chemie), Berufsbilder (z. B. Sozialarbeiter), Themenfelder (z. B. Umweltpolitik),  organisatorische Funktionsbereiche (z. B. Controlling) oder Sammelgebiete (z. B. Philatelie),
- nach Aufmachung und Gestaltung (z. B. Kennzifferzeitschriften),
- nach Finanzierung (Abonnement, Werbung, Bannerwerbung, Coupon, Mischformen),
- nach Vertriebskanälen (Abonnement, Mitgliederzeitschrift, Verbandszeitschrift, Buchhandel, Zeitschriftenhandel, Versand, Mischformen).

## Die größten deutschen Fachzeitschriften
(nach Bruttowerbeumsatz im Jahr 2017, in Millionen Euro)
- Deutsches Ärzteblatt, Deutscher Ärzte-Verlag (Gesellschafter: BÄK, KBV): 42,3
- Lebensmittel Zeitung, Deutscher Fachverlag: 40,1
- TextilWirtschaft, Deutscher Fachverlag: 17,4
- HORIZONT, Deutscher Fachverlag: 15,9
- Ärzte Zeitung, Ärzte Zeitung Verlag (Springer Science+Business Media): 14
- Computerwoche, IDG Communications Media: 12,6
- Maschinenmarkt, Vogel Business Media: 12,6
- Werben & Verkaufen, Europa Fachpresse Verlag (Tochtergesellschaft von Süddeutscher Verlag): 12
- Markt & Technik, WEKA Fachmedien (WEKA): 11,2
- CRN, WEKA Fachmedien (WEKA): 10,3
- Allgemeine Hotel- und Gastronomie-Zeitung, Deutscher Fachverlag: 10,1